# Oncino
Oncino (piemontiul: Onsin okcitánul: Ounçin) település Olaszországban, Piemont régióban, Cuneo megyében. Lakosainak száma 81 fő (2023. január 1.). Oncino Casteldelfino, Crissolo, Ostana, Pontechianale, Sampeyre és Paesana községekkel határos.

## Népesség
A település lakossága az elmúlt években az alábbi módon változott:
| Lakosok száma | 87   | 80   | 81   |
|               | 2017 | 2018 | 2023 |